# منطقه شکارممنوع گودغول
منطقه شکار ممنوع گودغول سیرجان در استان کرمان با ۵۳هزار هکتار وسعت در ۴۰ کیلومتری غرب این شهر واقع است.
پوشش گیاهی این منطقه مخصوصاً در بخشهای کم‌شیب و دشتی را گیاه درمنه تشکیل می‌دهد و درختچه‌های قوسک، بنه و کهکم از مهمترین درختچه‌های این منطقه محسوب می‌شوند.
مهمترین حیوانات آن نیز شامل کل و بز، قوچ و میش، جبیر، عقاب طلایی، سارگپه پابلند، دلیجه، شاهین، کبک، تیهو، زاغ بور و هوبره هستند.